# Бєліченко Юрій Олександрович
Ю́рій Олекса́ндрович Бєліче́нко (нар. 13 грудня 1964, Яма, СРСР) — колишній радянський та український футболіст, півзахисник. Найбільш відомий за виступами у складі луганської «Зорі», донецького «Шахтаря» та кропивницької «Зірки». Майстер спорту України (1994).

## Життєпис
Юрій Бєліченко народився у місті Яма (нині — Сіверськ), що на Донеччині. Вихованець футбольного клубу «Доломітчик». Першим тренером хлопця був Олексій Малина. З 1983 по 1987 рік Бєліченко провів 5 повноцінних сезонів у дублюючому складі донецького «Шахтаря», однак за першу команду «гірників» зіграв лише одного разу — у сезоні 1986 року. Протягом 1988—1990 років захищав кольори луганської «Зорі», був одним з основних нападників команди. У 1991 році грав у другій лізі чемпіонату СРСР за вінницьку «Ниву», а з 1992 по 1994 рік знову виступав у складі донецького «Шахтаря», разом з яким став володарем Кубка України та срібним призером чемпіонату. У Донецьку Бєліченко користувався не абияким авторитетом та тривалий час був капітаном команди.
У 1995 році, транзитом через макіївський «Бажановець», опинився у «Зірці-НІБАС» з Кіровограда. 1997 рік розпочав у складі донецького «Металурга», разом з яким здобув «золото» першої ліги та путівку до найвищого дивізіону. В 1999 році закінчив активні виступи на футбольному полі. Під час кар'єри футболіста Юрій Бєліченко вирізнявся феноменальною швидкістю та хорошою працездатністю, володів потужним ударом та непоганим дриблінгом.
Протягом 2004—2005 років працював тренером у ДЮСШ «Шахтар» (Донецьк). З 2005 року — тренер-селекціонер донецького «Металурга». Згодом працював дитячим тренером у маріупольському «Іллічівці» та все тому ж «Металурзі».
У 2013 році отримав тренерський диплом категорії «А».

## Досягнення
- Володар Кубка України (1): 1994/95
- Срібний призер чемпіонату України (1): 1993/94
- Переможець першої ліги чемпіонату України (1): 1996/97